# Inicio de la Guerra de Independencia de México
El inicio de la guerra de independencia de México corresponde al levantamiento de armas que fue encabezado por Miguel Hidalgo y Costilla los corredores por lo cual fueron descubiertos por  los españoles, los conspiradores de Querétaro no tuvieron otra alternativa que ir a las armas en una fecha anticipada a la que fue planeada originalmente. Los miembros de la conspiración se hallaban sin una base de apoyo en ese momento, por lo cual  Hidalgo  tuvo que convocar al pueblo de Dolores a sublevarse en contra de las autoridades españolas el 16 de septiembre de 1810 . Los insurgentes avanzaron rápidamente hacia las principales ciudades del Bajío y luego hacia la capital de la  Nueva España, pero en las inmediaciones de la Ciudad de México retrocedieron por la orden de Hidalgo. Los siguientes encuentros entre los insurgentes y el ejército español "llamado realista" fueron casi todos ganados por estos últimos. Los desencuentros de Hidalgo e Ignacio Allende, que estaban a la cabeza de la insurgencia, aumentaron después de las derrotas.
Los sublevados tuvieron que huir hacia el norte, donde esperaban encontrar el apoyo de las provincias de esa región que también se habían lanzado a las armas. Mientras tanto los líderes de la insurgencia fueron capturados en Acatita de Baján (Coahuila). Una vez arrestados fueron conducidos a Chihuahua. En esta ciudad fueron fusilados Hidalgo, Jiménez, Allende y Aldama.

## La conspiración de Querétaro y el Grito de Dolores

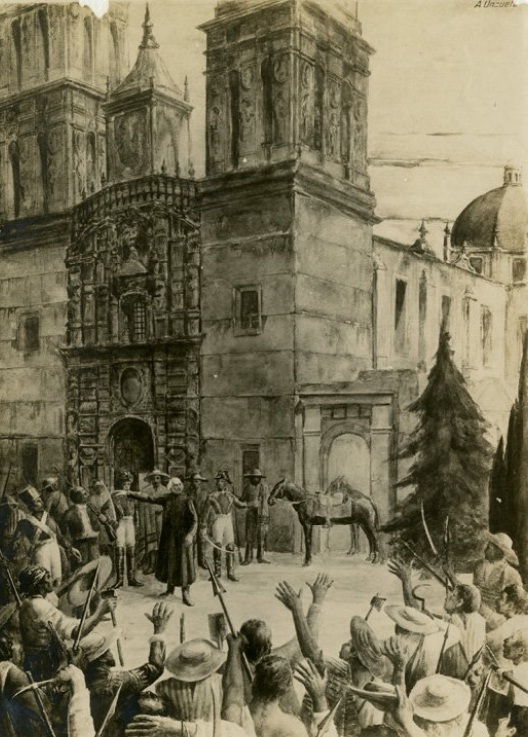
Grito de Dolores, 16 de septiembre de 1810.

Ignacio Allende y Mariano Abasolo estuvieron entre los simpatizantes  de los conjurados de Valladolid. Cuando esta fue descubierta, organizaron una nueva conspiración que tuvo su sede definitiva en Querétaro. Las reuniones se realizaban de manera clandestina en casa del corregidor, Miguel Domínguez. Allende estaba al frente de los conjurados, entre quienes se encontraban el propio corregidor, Miguel Hidalgo y Costilla, Juan Aldama y Josefa Ortiz El grupo de conjurados buscaría en primera instancia la destitución de los españoles en puestos de gobierno, apoyados por un levantamiento que iniciaría el 1 de diciembre.
La conspiración fue denunciada el 9 de septiembre por José Mariano Galván. Otras denuncias llegaron a oídos del comandante Ignacio García Rebolledo, que dispuso el cateo a la casa y la aprehensión de los hermanos González. Josefa Ortiz envió como mensajero Ignacio Pérez para avisar a los conspiradores en San Miguel el Grande, después fue presa en compañía de su marido y otros conspiradores. El aviso de la Corregidora llegó a Juan Aldama, y fue él quien lo llevó hasta Dolores el 16 de septiembre. Con ayuda de presos que liberaron de la cárcel, los insurgentes capturaron al delegado Rincón y se dirigieron al atrio de la parroquia del pueblo de Dolores. En ese lugar, Hidalgo convocó a los asistentes a levantarse contra el mal gobierno. Hidalgo arengó a la población, acto que es conocido como Grito de Dolores y se considera el inicio de la guerra por la independencia mexicana. Al paso de los días algunos de los presos de Querétaro fueron puestos en libertad, aunque otros sufrieron el destierro.
Entre 1786 y 1788, en Nueva España se había producido una de las crisis agrícolas más grandes de su historia, provocando una hambruna en la que murieron cerca de 300 000 personas. Entre 1808 y 1809 una grave sequía en El Bajío había reducido las cosechas, por consiguiente los alimentos habían cuadruplicado sus precios. Por otra parte, las guerras en Europa habían provocado escasez y desempleo. Ante esta situación los campesinos vieron en Hidalgo a un líder que podría conducirlos a una vida mejor. Fue así que los insurgentes lograron conseguir adeptos rápidamente. Contaba además con los refuerzos que pudieran proveerle Allende y Mariano Abasolo, oficiales del Regimiento de Dragones de la Reina en San Miguel el Grande. Acompañado de esta tropa, cuya magnitud se desconoce, se dirigieron primero a Atotonilco, donde tomaron el estandarte de la Virgen de Guadalupe, que fue considerado el emblema del movimiento. Ahí nuevamente Hidalgo arengó a su tropa, con el grito de "¡Viva la Virgen de Guadalupe , viva Fernando VII!", la población respondía "¡Viva la América y mueran los gachupines!".
Al paso de los insurgentes por las poblaciones del oriente de Guanajuato se unieron mineros y peones de las haciendas aledañas, algunos pocos llevaban armas de fuego, pero la mayoría estaban armados con machetes, lanzas, palos, garrotes, hondas y piedras. El 21 de septiembre, cuando llegaron a las inmediaciones de Celaya, su fuerza era de veinte mil hombres. Seguidos por los soldados y la masa del pueblo, Hidalgo y Aldama marcharon a la cabeza del contingente enarbolando un retrato de Fernando VII. Al llegar a la ciudad, sonó un disparo y la plebe comenzó a realizar un saqueo en la ciudad. Los soldados comandados por Aldama intentaron inútilmente contener la acción. En esa población, Miguel Hidalgo fue nombrado capitán general, quedando al mando del ejército por encima de Allende —que sin duda era más hábil en lo que se refiere a táctica militar— a quien se le nombró teniente general. De Celaya, los insurgentes salieron con rumbo noroeste y en su camino se apoderaron de Salamanca, Irapuato y Silao. Cuando llegaron a las inmediaciones de Guanajuato, el 28 de septiembre, el número de los rebeldes había aumentado considerablemente. La mayor parte de las clases altas urbanas de Nueva España vieron al principio con buenos ojos la revolución encabezada por Hidalgo, pero a medida que se evidenció que los jefes insurgentes no podían contener a sus seguidores, el apoyo se fue desvaneciendo, incluso el mismo Ignacio Allende empezó a ver con recelo a Hidalgo, a quién más tarde acusaría de haberse dejado llevar por la plebe.

### Toma de Guanajuato

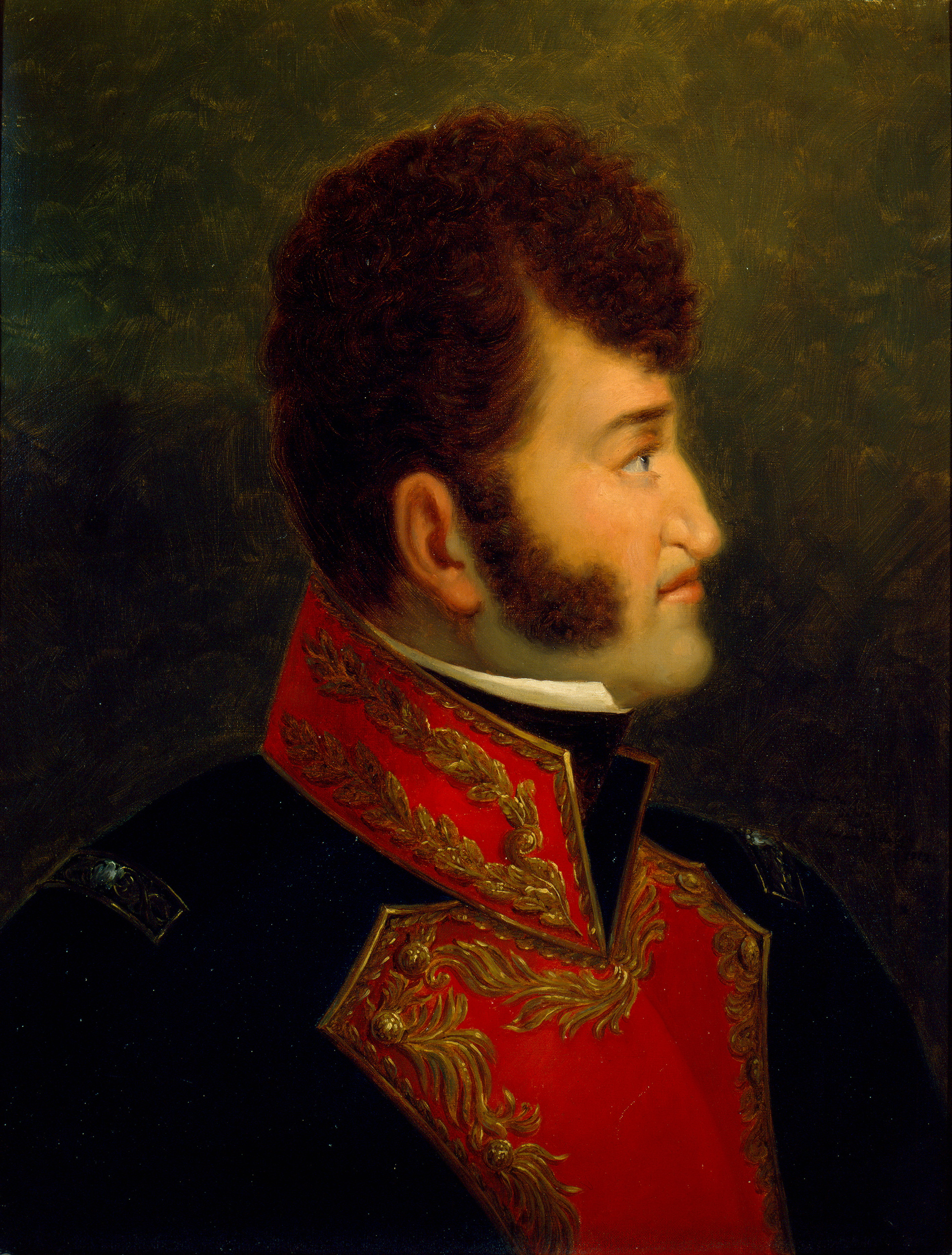
Ignacio Allende.

El intendente de Guanajuato, Juan Antonio Riaño, se dio cuenta de que la mayor parte de los habitantes de la localidad eran mineros que esperaban unirse al levantamiento insurgente, por lo que decidió parapetarse con seiscientos hombres en la Alhóndiga de Granaditas, uno de los edificios más fuertes y gruesos de la ciudad. Envió cartas solicitando apoyo militar al recién llegado virrey Venegas, al presidente de la Real Audiencia de Guadalajara y a Félix María Calleja, quien era jefe de las tropas realistas de San Luis, pero la ayuda no llegó a tiempo. Hidalgo, que había mantenido una amistad con Riaño, antes de dar la orden de ataque le solicitó la capitulación, pero el intendente se negó e iniciadas las hostilidades fue de los primeros hombres en morir. Sin poder penetrar el edificio, Hidalgo pidió a un indio minero, conocido como «el Pípila», quemar la puerta principal. Este cargó una losa en la espalda a manera de escudo, logrando incendiar la puerta de la alhóndiga para abrir paso a los insurgentes.
De este modo, a las cinco de la tarde, se logró la toma de la Alhóndiga de Granaditas. Durante el desorganizado asalto los sitiadores sufrieron más de dos mil bajas. Cuando las hostilidades cesaron —a manera de venganza por la muerte de sus compañeros— la plebe asesinó a más de doscientos cincuenta españoles, dando inicio a un saqueo por la ciudad que duró hasta el día siguiente. Hidalgo pudo contener el desorden publicando un aviso que conminaba a pena de muerte a los saqueadores. Durante su estancia, los insurgentes reorganizaron sus tropas añadiendo dos nuevos regimientos de infantería y se fundieron cañones para incrementar la artillería. José María Liceaga fue nombrado coronel y José Mariano Jiménez se añadió a la causa.

### Toma de Valladolid
En la Ciudad de México, el virrey Venegas publicó un bando ofreciendo una recompensa de diez mil pesos por las cabezas de los líderes de la insurrección. Se giraron instrucciones para cercar la rebelión, Félix María Calleja partió desde San Luis y el gobernador militar Roque Abarca envió brigadas desde Guadalajara. En Valladolid el obispo de Michoacán Manuel Abad y Queipo, a pesar de ser amigo de Hidalgo, desaprobó las acciones de los insurgentes, publicando un edicto en el que calificó a Hidalgo y sus compañeros como perturbadores del orden público, sacrílegos y perjuros, por lo que los excomulgó. El arzobispo de México, Francisco J. Lizana y el obispo de Guadalajara Juan Ruiz de Cabañas se sumaron a la postura de Queipo. El 13 de octubre, el inquisidor de México, Bernardo Prado y Obejero, ratificó la excomunión, haciéndola extensiva a todo aquel que aprobase la sedición, recibiese proclamas, ayudase a los insurgentes o que mantuviese comunicación con ellos.
Mientras tanto, el 8 de octubre, Hidalgo inició el avance por el Valle de Santiago, Salvatierra, Acámbaro, Zinapécuaro e Indaparapeo, reclutando más gente e incrementado su fuerza a sesenta mil hombres. El coronel Diego García Conde que había partido de la Ciudad de México para defender la plaza de Valladolid, cayó prisionero de los insurgentes en Acámbaro. En Valladolid solamente se encontraban setenta hombres al mando de Agustín de Iturbide, quien al ver el panorama decidió huir hacia la capital. Hidalgo le propuso unirse a la rebelión, pero este rehusó el ofrecimiento. El propio obispo Abad y Queipo trató inútilmente de organizar la resistencia, y sin lograr su objetivo abandonó el lugar. Una pequeña comisión, compuesta por el capitán José María Arancivía, el canónigo Betancourt y el regidor Isidro Huarte, se entrevistó con Hidalgo para capitular la plaza, la cual fue tomada pacíficamente el 17 de octubre. Ante las circunstancias, el gobernador de la mitra Mariano Escandón expidió un edicto en el que dio marcha atrás a la excomunión proclamada por el obispo.
Pequeños brotes de saqueos fueron controlados por Allende. Las fuerzas insurgentes —cifrada en ochenta mil hombres— eran ya muy numerosas pero carentes de ímpetu y organización. El coronel Manuel Gallegos, sabedor de esta situación, propuso a Hidalgo disminuir la tropa, comprometiéndose a entrenar a catorce mil hombres. Le dijo que ante la menor adversidad en un combate, los hombres recularían "como palomas", pero Hidalgo desoyó el consejo. Durante una junta en Acámbaro el 22 de octubre, Hidalgo fue nombrado generalísimo; Allende capitán general; Aldama, Balleza, Jiménez y Arias fueron promovidos a tenientes generales; Ignacio Martínez, Abasolo, Ocón, y José Antonio Martínez mariscales de campo.

### Batalla del Monte de las Cruces
Los insurgentes avanzaron hacia [el lugar] para llegar a la antesala poniente de la Ciudad de México en el Monte de las Cruces. Con el propósito de hacer frente a la rebelión, el teniente coronel Torcuato Trujillo, con un destacamento, realizó reconocimientos en el área de Ixtlahuaca, pero al confirmar el avance del numeroso ejército que comandaba Hidalgo prefirió tomar posiciones con en el mayor Mendívil en Lerma y en el puente de Atengo. Los rebeldes arrollaron la posición del puente avanzando por Santiago Tianguistenco. Un grupo comandado por el capitán Bringas llegó a la escena para apoyar a Trujillo. La batalla se libró en el bosque, las fuerzas insurgentes dirigidas por Abasolo, Jiménez y Allende realizaron el ataque en un movimiento envolvente, logrando la victoria. Cuando se agotaron las municiones, los defensores huyeron a la Ciudad de México bajando por Cuajimalpa y Santa Fe; entre los sobrevivientes marchaba Agustín de Iturbide. Durante el combate murieron más de cinco mil hombres, con bajas semejantes para ambos bandos.
En la capital, Venegas preparó la defensa, exaltó a los habitantes enarbolando la imagen de la Virgen de los Remedios. El 31 de octubre, Jiménez y Abasolo bajaron con una bandera blanca para negociar la capitulación con el virrey, pero este respondió con una negativa, esperando la próxima llegada de los ejércitos virreinales comandados por Calleja y Flon. Por razones que son desconocidas, el generalísimo Hidalgo prefirió volver a la capital de Michoacán. Esta decisión provocó la deserción de la mitad de las tropas e inició el distanciamiento con Allende, quien no estuvo de acuerdo con esa determinación.

### Batalla de Aculco

Ruta de la campaña militar de Miguel Hidalgo y zona de propagación del levantamiento armado de 1810 a 1811.

A su regreso a la capital michoacana, los insurgentes fueron atacados el 7 de noviembre por el ejército español, al mando de Félix María Calleja, en Aculco. La Batalla de Aculco dejó claro que los insurgentes no estaban en condiciones para hacer frente al ejército español. Las deserciones fueron cuantiosas, fueron capturados aproximadamente seiscientos rebeldes, armamento y otras pertenencias. Teniendo en cuenta la situación, los insurgentes se dividieron y el grueso de las tropas se volvió —con Allende a la cabeza— rumbo a Guanajuato; mientras apenas un puñado regresó con Hidalgo a Valladolid. Hidalgo pudo obtener apoyo financiero de la Iglesia y la adhesión de varios centenares de jinetes e infantes; no corrió la misma suerte Allende, que tuvo que abandonar Guanajuato con rumbo al norte para reunirse con Abasolo y Aldama en San Luis Potosí.
A estas alturas, los simpatizantes de los insurgentes ocupaban otras ciudades en todo el territorio de Nueva España. Rafael Iriarte controlaba León, Aguascalientes y Zacatecas. Luis de Herrera y Juan Villerías ocupaban San Luis Potosí. En Toluca y Zitácuaro estaba Benedicto López. José María Morelos ya había unido a los calentanos de Michoacán y México a la guerra; mientras que Miguel Sánchez y Julián Villagrán controlaban el Valle del Mezquital al norte de la intendencia de México. Guadalajara fue tomada por José Antonio Torres el 11 de noviembre de 1810, poco después José María Mercado tomó Tepic y San Blas logrando ocupar el sur de Nueva Galicia. Las provincias norteñas como Texas, Coahuila y Nuevo León también se habían sumado a la causa insurgente. José María González Hermosillo inició la rebelión con la Batalla de Real del Rosario en las Provincias Internas de Occidente y José María Sáenz de Ontiveros en Durango, además se efectuaron diversos levantamientos espontáneos dirigidos por sacerdotes y rancheros en muchas partes del virreinato. De esta forma, la lucha armada se había propagado.

### Batalla de Guanajuato
Hidalgo, en lugar de permanecer más tiempo en Valladolid, se dirigió hacia Guadalajara, desviándose del plan acordado con Allende. Este se lo reprochó, pues contaba con la posibilidad de recibir refuerzos del generalísimo en Guanajuato. Esta acción provocó otro distanciamiento entre los jefes insurgentes, el cual se acrecentó cuando Allende se enteró de que Hidalgo —cediendo al deseo de las masas populares— había ordenado el fusilamiento de cuarenta españoles en Valladolid, y cuando se percató que Hidalgo había dejado caer en el olvido la figura de Fernando VII.
El ejército virreinal, al mando de Calleja y Flon, venció a las tropas de Allende en la Batalla de Guanajuato, obligando a los insurgentes a escapar. Entre los habitantes que permanecieron en la ciudad se corrió el rumor de que el ejército virreinal estaba próximo a entrar a la ciudad y que pasaría a cuchillo a todo aquel que hubiese apoyado a los rebeldes. Algunos pobladores, asustados y encolerizados, decidieron asesinar a ciento treinta y ocho españoles que se encontraban presos en la Alhóndiga de Granaditas. Cuando Calleja se enteró de esta matanza, dio a su tropa la orden de entrar a degüello por la ciudad, la cual fue obedecida y sólo detenida por las incesantes súplicas del padre José María de Jesús Belaunzarán. Poco después, Flon y Calleja ordenaron fusilar a más de treinta sospechosos de haber participado en la rebelión, además se levantó un cadalso en el cual fueron ahorcados otros treinta y dos simpatizantes de los insurgentes.

### Batalla de Puente de Calderón
A principios de noviembre de 1810, José Antonio Torres logró imponerse sobre la poca resistencia que ofrecieron las fuerzas virreinales en La Barca y en la Batalla de Zacoalco. Con una fuerza de veinte mil hombres entró a la ciudad de Guadalajara el 11 de noviembre. Casi de inmediato José María Mercado fue comisionado para tomar las plazas de Tepic y San Blas, objetivos que logró sin disparar un solo tiro el 28 de noviembre y el 1 de diciembre respectivamente. Pero en la zona del Bajío, las plazas que habían sido tomadas por los insurgentes fueron recuperadas por el ejército virreinal. Los jefes insurgentes se reunieron nuevamente cuando Hidalgo llegó a Guadalajara el 26 de noviembre y Allende el 12 de diciembre.
Durante su estancia en Guadalajara, Hidalgo publicó un bando aboliendo la esclavitud, derogó los tributos a las castas, eliminó los estancos de la pólvora y del tabaco, así como las cajas de comunidad y pensiones que se exigían a los indígenas. Hizo publicar el periódico independiente El Despertador Americano. Los insurgentes trataron de organizar un gobierno, nombraron a José María Chico como ministro de Justicia y de Gracia, a Ignacio López Rayón como ministro de Estado y Despacho, y a Pascasio Ortiz de Letona como ministro plenipotenciario ante el congreso de los Estados Unidos con el objetivo de buscar una alianza militar y económica. Durante esos días, Hidalgo escribió el borrador del Manifiesto sobre la autodeterminación de las naciones: 

«Cuando yo vuelvo la vista por todas las naciones del universo y veo que quieren gobernarse por individuos de su misma nación, no puedo menos creer que ésta es una idea impresa en ella por el Dios de la naturaleza. El francés quiere ser mandado por francés; el inglés, por inglés; el italiano, por italiano; el alemán, por alemán...Esto entre las naciones cultas. Y entre los bárbaros de América, el apache quiere ser gobernado por apache; el pima, por pima; el tarahumara, por tarahumara, etcétera. ¿Por qué a los americanos se les ha de privar del goce de esta prerrogativa? Hablad, españoles injustos, ¿por qué no queréis que gocemos lo que Dios ha concedido a todos los demás hombres? Vosotros, indignos de llamaros humanos, ¿por qué nos queréis privar de las dulzuras de la independencia?»
Fragmento del Manifiesto sobre la autodeterminación de las naciones de Miguel Hidalgo, diciembre de 1810.

Hidalgo escuchó la denuncia de una conspiración que se fraguaba por parte de los españoles de Guadalajara para entregar la ciudad al ejército de Calleja, el cual se aproximaba. Sin mayor preámbulo el generalísimo ordenó la ejecución de ochenta sospechosos en el cerro de la Bateas. Las matanzas se continuaron realizando de manera furtiva por parte del coronel Vicente Loya y algunos de sus hombres, alcanzando la cifra de trescientas cincuenta víctimas. Allende y Aldama reclamaron airadamente esta acción, pero Hidalgo fue condescendiente con los asesinos. Este evento fue el punto límite que provocó el distanciamiento de Allende con el generalísimo.
Al saber del avance de las tropas virreinales hacia Guadalajara, se celebró una junta de guerra. Allende propuso dejar entrar libremente al contingente de Calleja en la ciudad, para que una vez que estuviera dentro, se le emboscara por todas direcciones; pero Hidalgo decidió que la opción sería combatir en las afueras de la ciudad. Un ejército de reserva, comandado por José de la Cruz y Pedro Celestino Negrete, avanzaba también hacia Guadalajara. Hidalgo ordenó a Ruperto Mier marchar con dos mil hombres para detener este otro avance. Estas fuerzas se confrontaron en la Batalla de Urepetiro, con la consecuente derrota de los insurgentes.
El 16 de enero, noventa y tres mil insurgentes tomaron posiciones en los alrededores del Puente de Calderón. El 17 de enero de 1811, el ejército virreinal —conformado por ocho mil hombres al mando de Calleja y Flon— llegó al lugar, dando inicio a la Batalla del Puente de Calderón. Después de seis horas de combate, una granada cayó en el carro de municiones de los insurgentes. La detonación provocó pánico y una estampida de los rebeldes, quienes "como palomas" huyeron atropelladamente, perdiendo sus posiciones y dando la victoria a los virreinales.
Con un número reducido de tropa, los insurgentes se vieron obligados a huir hacia Aguascalientes. En la hacienda del Pabellón, Hidalgo fue relevado de su cargo de generalísimo. Allende dirigió la tropa hacia Zacatecas, sin encontrar ayuda en esa ciudad decidieron dirigirse hacia el Saltillo, lugar que mediante la Batalla de Aguanueva había logrado tomar José Mariano Jiménez. Decidieron buscar el apoyo de las provincias septentrionales de la Nueva España. Por otra parte, cuando José de la Cruz llegó a Guadalajara, fue comisionado para enfrentar a José María Mercado en Tepic, a quien derrotó el 31 de enero de 1811.

### Captura de los insurgentes en Acatita de Baján
Reunidos en Saltillo, el 15 de marzo, decidieron emprender la marcha hacia Estados Unidos. Ignacio Aldama, que se había adelantado en el viaje, fue hecho prisionero en Béjar el 1 de marzo. Dos mil quinientos hombres del ejército insurgente, a su paso por Saltillo, fueron puestos al mando de Ignacio López Rayón, quien junto con José María Liceaga partió rumbo al sur para refugiarse en las montañas de Michoacán. El resto de los jefes con mil hombres se dirigieron a Monclova, pero no sabían que esta población era el núcleo de un movimiento contrainsurgente. Ignacio Elizondo, que había participado en el movimiento revolucionario, cambió de bando aliándose con el capitán español José Rábago y con el presbítero Zambrano. El 17 de marzo aprehendió al mariscal insurgente Pedro de Aranda.
Finalmente, en Acatita de Baján los insurgentes fueron capturados por Ignacio Elizondo el 21 de marzo de 1811. Fueron hechos prisioneros Miguel Hidalgo, Ignacio Allende, Juan Aldama, Mariano Hidalgo, Mariano Balleza, José Santos Villa, José Mariano Jiménez, Mariano Abasolo, Ignacio Camargo, Nicolás Zapata, Francisco Lanzagorta, fray Gregorio de la Concepción, Manuel Santa María, Vicente Valencia, José María Chico y Manuel Ignacio Solís, entre muchos otros. Joaquín Arias fue herido mortalmente cuando intentó resistirse al arresto. Fueron trasladados a Chihuahua, donde después de ser juzgados se ordenaron los fusilamientos de Ignacio Camargo, Juan B. Carrasco y Agustín Marroquín el 10 de mayo; Francisco Lanzagorta y Luis Gonzaga Mireles el 11 de mayo; José Ignacio Ramón, Nicolás Zapata, José Santos Villa, Mariano Hidalgo y Pedro León el 6 de junio; Ignacio Allende, José Mariano Jiménez, Manuel Santa María y Juan Aldama el 26 de junio; José María Chico, José Ignacio Solís, Vicente Valencia, y Onofre Gómez Portugal el 27 de junio. Mariano Abasolo fue condenado a cadena perpetua, se le envió a Cádiz y murió en El Puerto de Santa María en abril de 1816. Ignacio Aldama y Juan Salazar fueron fusilados el 20 de junio en Moncolova; los religiosos Mariano Hidalgo, Mariano Balleza, Bernardo Conde, Pedro Bustamante, Carlos Medina, Ignacio Jiménez, Gregorio Melero y Piña, fueron fusilados en Durango el 15 de julio; fray Gregorio de la Concepción fue desterrado a España. Hidalgo fue conducido a Chihuahua, donde fue juzgado, degradado eclesiásticamente y fusilado el 30 de julio. Las cabezas de Hidalgo, Aldama, Allende y Jiménez fueron colgadas en las cuatro esquinas de la alhóndiga de Granaditas, permaneciendo a la vista de los habitantes hasta 1821.